# Pheladenia deformis
Pheladenia deformis är en orkidéart som först beskrevs av Robert Brown, och fick sitt nu gällande namn av David Lloyd Jones och Mark Alwin Clements. Pheladenia deformis ingår i släktet Pheladenia och familjen orkidéer. Inga underarter finns listade i Catalogue of Life.

## Bildgalleri

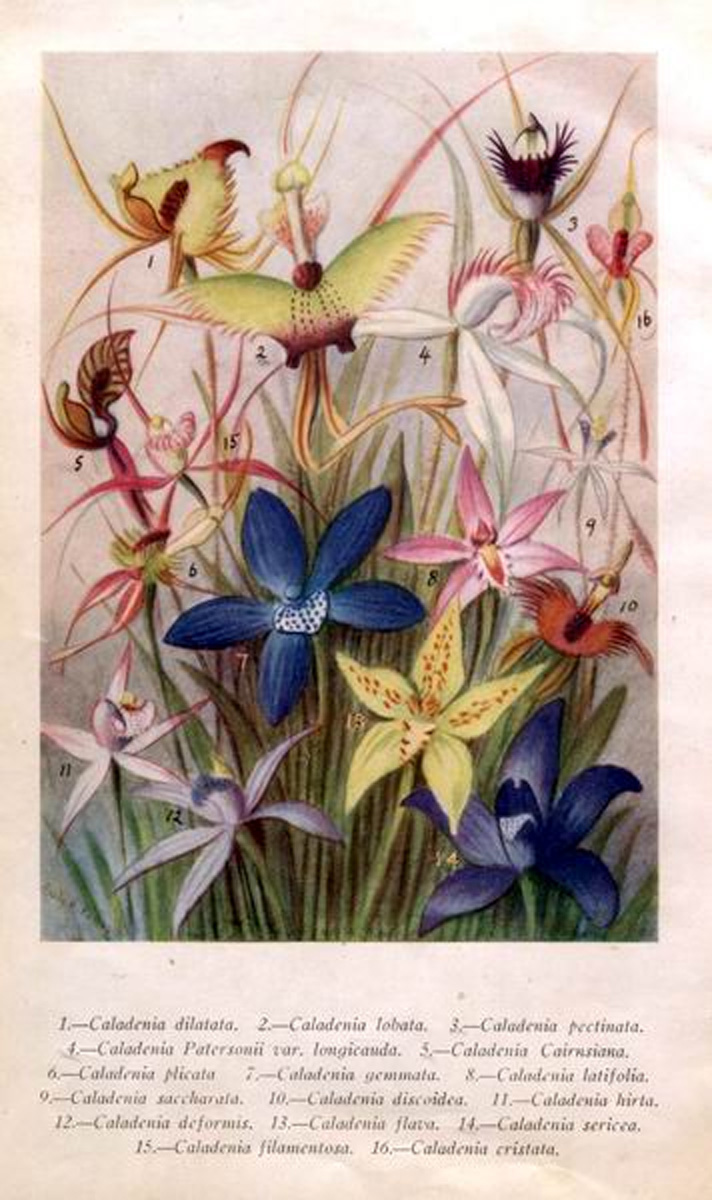